# Ruanda (Mbinga)
Ruanda ist ein Verwaltungsbezirk (Ward) des Distrikts Mbinga in der tansanischen Region Ruvuma.

## Geografie
Ruanda liegt im Südwesten von Tansania etwa 80 Kilometer Luftlinie nordwestlich der Regionshauptstadt Songea. Das größte Gewässer ist der Ruhuhu, der im Norden die Grenze bildet. Der Bezirk grenzt im Norden an die Region Njombe, im Osten an Litumbandyosi, im Süden an Amani Makoro, Kigonsera, Mhongozi und Matiri und im Westen an Muungano und Namswea. Bei der Volkszählung 2022 lebten 11.450 Menschen in 2935 Haushalten auf einer Fläche von 486 Quadratkilometern.

## Gliederung
Der Bezirk besteht aus vier Gemeinden (Mtaa) mit 24 Orten (Kitongoji):
| Ruanda - Senta A - Nkongotingisa - Ujamaa - Malyombyoto - Senta B - Senta CA - Senta CB - Senta CD - Mhekela - Senta C - Senta D | Ukombozi - Ujamaa A - Ujamaa B - Amani A - Amani B - Liyuni | Paradiso - Lituhi A - lituhi B - Mwera Mpya - Masuguru A - Masuguru B | Mtunduruwaro - Luhumbiro - Liyombo - Nkaya |

## Infrastruktur
- Bildung: Im Bezirk gibt es zwei weiterführende Schulen.[7] Die Ruanda Secondary School ist eine staatliche Schule für Tages- und Internatsschüler, die St. Luke Secondary School eine reine Internatsschule, die von der katholischen Kirche geleitet wird. Beide bilden Jugendliche bis zur 4. Stufe aus.[8][9]
- Gesundheit: Für die medizinische Betreuung der Bevölkerung sorgen zwei private Krankenhäuser,[10][11] zwei Gesundheitszentren, eine Poliklinik und 18 Apotheken.[12]